# Erich Adolf Lotz

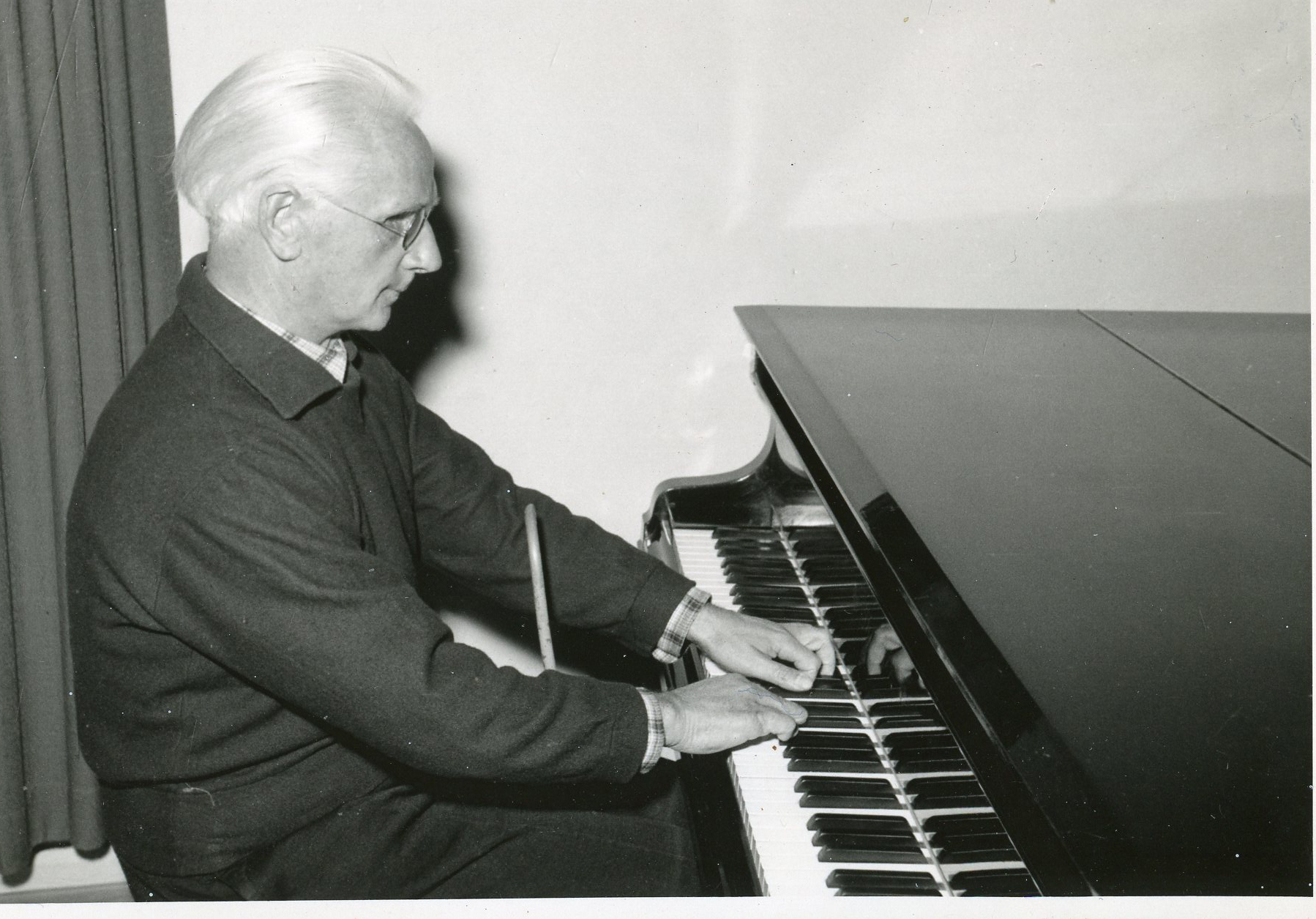
Erich Lotz (1953)

Erich Adolf Lotz (* 12. Dezember 1896 in Dortmund; † 3. November 1973 in Tübingen) war ein deutscher evangelischer Theologe, Studienrat, Dozent und Schriftsteller.

## Leben

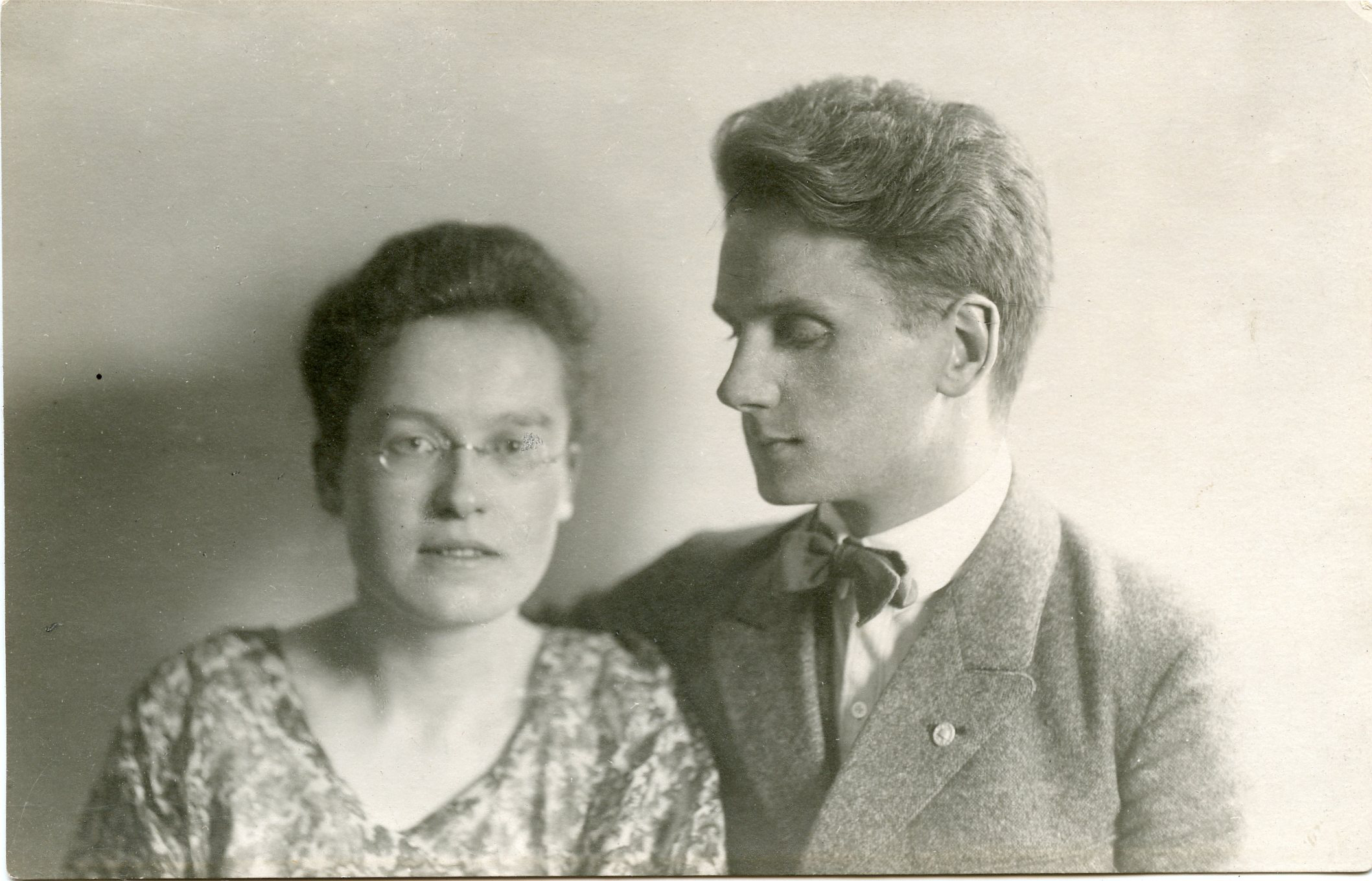
Brautpaar Lotte und Erich Lotz (1921)

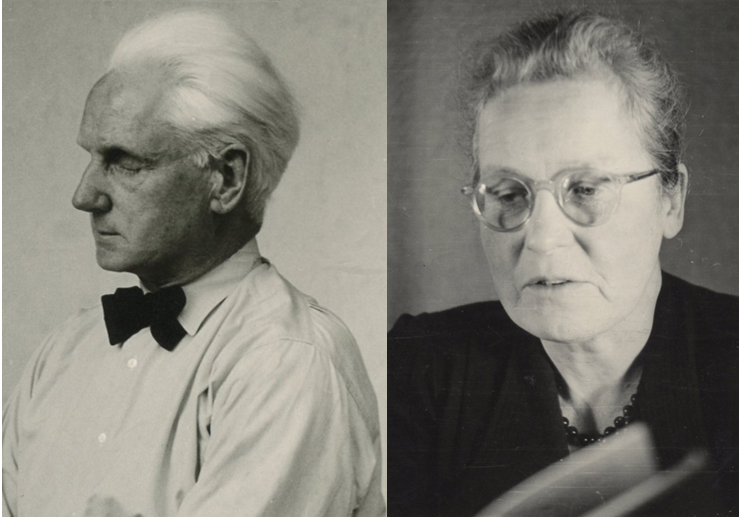
Erich und Lotte Lotz (1966)

Lotz wurde als viertes Kind des Metzgermeisters Gustav Lotz in Dortmund geboren. Als Zehnjähriger kam er auf eine Realschule, obgleich eine höhere Schulbildung in der ganzen weiteren Verwandtschaft nicht üblich war. Nach der Reife zur Obersekunda besuchte er das Lehrerseminar in Unna.
Nach Ausbruch des Krieges meldete Lotz sich 1915 als Kriegsfreiwilliger beim Feldartillerie-Regiment 22 in Münster und diente zunächst an der Ostfront. Im August 1917 erhielt seine Batterie in Flandern einen Direkttreffer. Aufgrund seiner schweren Kopf-Verwundungen (Nicht zu entfernende Splitter, Erblindung, geplatztes Trommelfell) sowie einer verstümmelten Hand wurden seine Zukunftspläne als Lehrer, Leistungssportler (Schwimmen) und Musiker (Geige, Klavier. Gesang) durchkreuzt. Er erhielt Ausbildungen in blindentypischen Fertigkeiten (Besenbinden, Korbflechten, Teppichweberei); dennoch holte er 1919 an der Deutschen Blindenstudienanstalt in Marburg seine Reifeprüfung nach.
Noch im selben Jahr begann er in Marburg ein Studium der Theologie und Philosophie mit der Absicht, in den Pfarrdienst einzutreten und erlernte Braille, Alt-Griechisch, Lateinisch und Hebräisch. Er setzte sein Studium in Leipzig und Tübingen fort und trat der Studentenverbindung Tübinger Wingolf bei. 1922 heiratete er Lotte Wagner (* 29. Dezember 1922 in Leipzig; † 20. Oktober 1973 in Tübingen), die ihr eigenes Studium der Philologie abbrach, um Lotz sein weiteres Studium und späteres Berufsleben zu ermöglichen. 1923 legte er sein theologisches Staatsexamen ab und promovierte 1925 bei Karl Heim zum Dr. theol.
Seine Bewerbungen als Pfarrer wurde u. a. vom Oberkirchenrat Berlin unter Hinweis auf den § 1 des Kirchengesetzes vom 15. August 1898 abgelehnt, welches die Anstellung eines Kriegsblinden ausschließe. Daraufhin begann Lotz in Tübingen ein Zweitstudium in Geschichte und Germanistik, legte 1926 sein philosophisches Staatsexamen in Hamburg ab und trat dort eine Stellung als Lehrer für Religion, Deutsch und Geschichte an einer privaten Mädchenschule an. Nach Übernahme in den Staatsdienst war er Gymnasiallehrer in Cuxhaven und wieder in Hamburg.
1931 erhielt er einen Lehrauftrag an der Universität Hamburg für evangelische Religionslehre. Durch seine Beschäftigung mit den alttestamentarischen Propheten und „jüdischer Religiosität“ eckte er bei den neuen Machthabern an und wurde 1938 entlassen. Nach einer persönlichen Begegnung mit Prinz August Wilhelm von Preußen trat er der NSDAP bei. Aufgrund des Lehrermangels in den Kriegsjahren wurde er wieder als Schullehrer in Hamburg reaktiviert. Nach Kriegsende 1945 wurde er erneut entlassen, diesmal wegen seiner Nähe zum Nationalsozialismus.
Fortan wirkte er bis zu seinem Tode als freier Schriftsteller, Lyriker und Literaturkritiker. Als Folge seiner Verwundungen litt Lotz zeitlebens an Schlafstörungen, Migräne und nervösen Erschöpfungszuständen, aus denen er sich durch autogenes Training und Meditation zu befreien suchte. Als Eidetiker verfügte er über einen unerschöpflichen Bilderreichtum. Seine „sparsame, knappe Lyrik ist gekennzeichnet durch Musikalität der Sprache und eine anschauliche Bildkraft – Ausdruck einer reichen Innenschau“.
Erich und Lotte Lotz hatten vier Kinder: Helga „Hanne Bee“, Galeristin und Malerin (* 8. September 1925; † 23. Juli 2010), Wolfgang, Plasmaphysiker (* 6. August 1929; † 20. April 2019), Erich Rainer, Entwicklungspolitiker, Schallplattenhistoriker (* 27. August 1937) und Erik-Ulf, Bankdirektor (25. Juli 1939; 29. Juni 2016).

## Werk

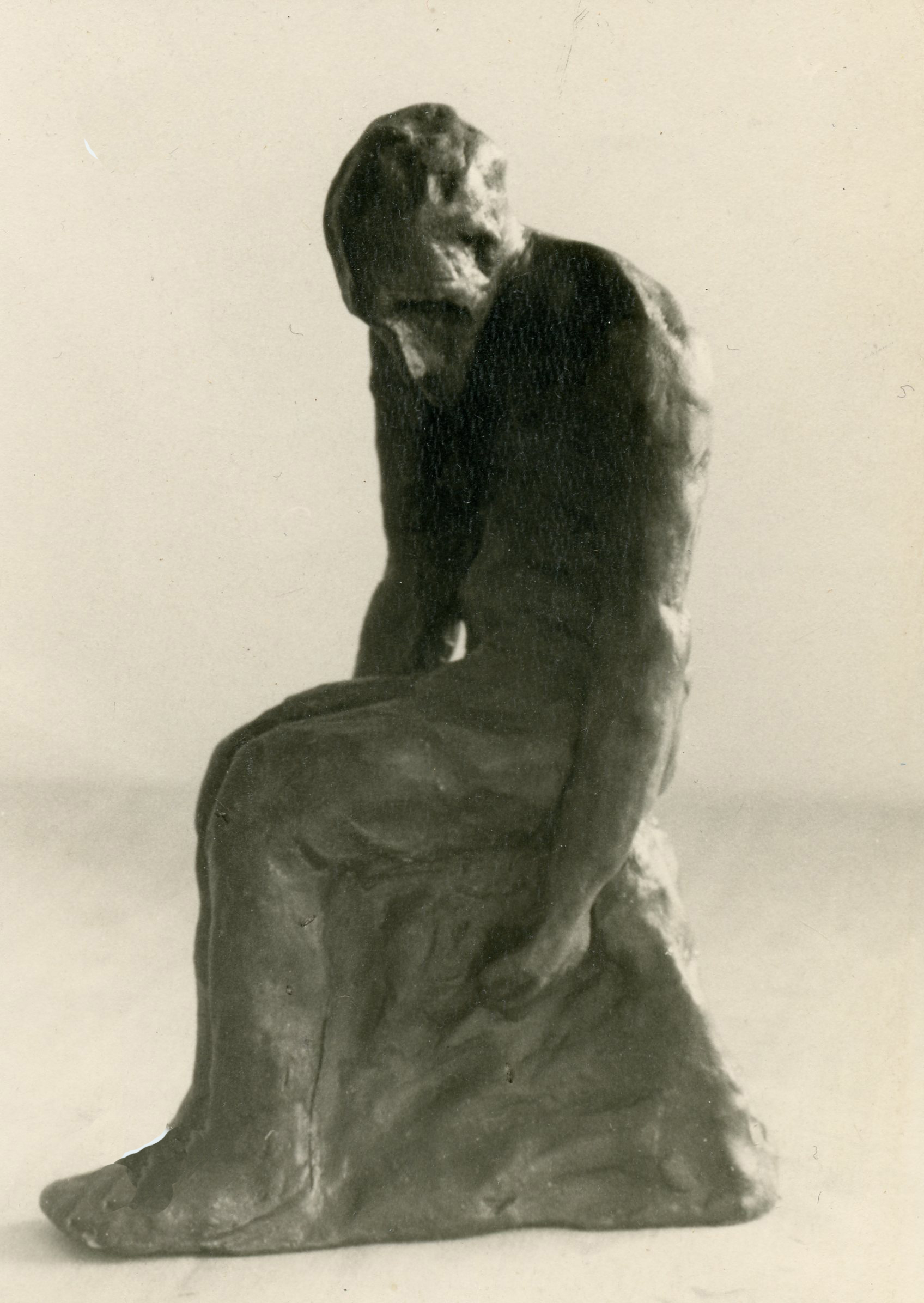
Dennoch. Bildnis eines Kriegsblinden, der sein Schicksal angenommen hat (Skulptur von Erich Lotz)

Neben seinem dichterischen Werk setzte sich Lotz in der Wissenschaftszeitschrift Universitas mit den Werken zeitgenössischer Autoren auseinander, so u. a. Ingeborg Bachmann, Thomas Bernhard, Horst Bienek, Paul Celan, Peter O. Chotjewitz, Günter Eich, Hubert Fichte, Günter Grass, Lars Gustafsson, Peter Härtling, Peter Handke, Helmut Heißenbüttel, Walter Höllerer, Peter Huchel, Karl Krolow, Siegfried Lenz, Jakov Lind, Inge Meidinger-Geise, Johannes Pöthen, Renate Rasp, Herbert Rosendorfer, Georg Schneider und Dieter Wellershoff. Mit einigen Autoren tauschte er sich in persönlicher Korrespondenz aus.
Der Nachlass befindet sich im Deutschen Literaturarchiv, Marbach.

### Autobiographische Schriften
- Strömender Kreis. Die Geschichte eines Lebens (Rufer, 1954)
- Bilder aus einer Dortmunder Jugend (Dortmunder Almanach, 1970)
- Im Zwischenreich. Bilder aus einer Dortmunder Jugend (Wulff, 1971)

### Theoretische Schriften
- Weg nach innen. Religiöse Meditation (Furche, 1933)
- Das Leid und die Verwandlung zur Freude (Furche, 1933)
- Der Brief an die Galater. Meditationen (Kaufmann, 1957)
- Der Brief des Paulus an die Philipper. Meditationen (Kaufmann, 1958)

### Lyrik
- Und die Nacht leuchtet wie der Tag. Gedichte (Heliopolis, 1957)
- Das Leid blüht aus. Gedichte (Heliopolis, 1959)
- Ibisauge. Gedichte (Heliopolis, 1962)
- Mondvögel. Gedichte (Heliopolis, 1967)

### Essays, Gedichte und Literaturkritiken in diversen Zeitungen und Zeitschriften
- Erich Lotz: Behandlung der Genesis auf psychologischer Grundlage. In: Monatsblätter für den Evangelischen Religionsunterricht. Band 20, 1927, S. 201–243 (uni-jena.de).
- Erich Lotz: Wandlung. Vom Lebensgefühl des deutschen Christen. In: Gesellschaft für Zeitungsdienst. 1933.
- Erich Lotz: Am Neckar. In: Tübinger Blätter. Nr. 12, April 1960, S. 12.
- Erich Lotz: Tollkirschen / Schatten. In: Tübinger Blätter. Nr. 15, März 1963, S. 41.
- Literature – Music – Fine Arts. A Review Of German-Language Research Contributions On Literature, Music, And Fine Arts
- Almanach für Literatur und Theologie – Deutsche Digitale Bibliothek
- Der Kriegsblinde (als „E.L.“)
- [Universitas (Zeitschrift)|Universitas]. Orientierung in der Wissenswelt
- Universitas. Revista Alemana de Letras, Ciencias y Arte
- Universitas. A German Review of the Arts and Sciences
- Begegnung. Zeitschrift für Kultur- und Geistesleben
- Österreichischer Rundfunk, Studio Kärnten, Produktionsgruppe Hörspiel und Literatur, zu „Im Namen der Trauer“ (Pöthen). Redakteur Hermann Lienhard (1971)
- Südwestfunk: „Apoll nahm mir das Licht“. Redaktion Wolfgang A. Peters (1968)